# ワールド・オブ・コカ・コーラ
ワールド・オブ・コカ・コーラ（World of Coca-Cola）は、アメリカ合衆国・ジョージア州アトランタに所在するザ コカ・コーラ カンパニーの企業博物館。1990年にアンダーグラウンド・アトランタに開業し、2007年5月に現在のペンバートン・プレイスに移転した。

## 概要
本館は世界のコカ・コーラの試飲やボトルの工程を再現した施設、さらに4D映画も上映されている。
かつては東京・お台場のメディアージュに「ワールド オブ コカ・コーラ東京」（2000年～2007年）が開設されていた。台湾桃園市にも可口可樂世界がある。